# Tahitótfalu
Tahitótfalu là một thị trấn thuộc hạt Pest, Hungary. Thị trấn này có diện tích 39,17 km², dân số năm 2010 là 5525 người, mật độ 141 người/km².